# Ochoz u Tišnova
Ochoz u Tišnova település Csehországban, a Brno-vidéki járásban. Ochoz u Tišnova Lomnice, Synalov, Běleč, Borač és Doubravník településekkel határos. Lakosainak száma 116 fő (2024. január 1.).

## Népesség
A település lakosságának változását az alábbi diagram mutatja:
| Lakosok száma | 240  | 227  | 187  | 187  | 122  | 115  | 116  | 115  | 122  | 116  |
|               | 1869 | 1890 | 1921 | 1950 | 1980 | 2001 | 2017 | 2019 | 2022 | 2024 |